# Франклин (остров)
Франклин (на английски: Franklin Island) е остров в югозападната част на море Рос, простиращо се в Тихоокеанския сектор на Южния океан. Разположен е на 130 km източно от нос Хики, на Брега Скот, Земя Виктория. Дължината от север на юг е 12,4 km, ширина – 3,9 km, площ – 33 km². Бреговете му са стръмни, заети от отвесни ледени откоси.
Островът е открит на 27 януари 1841 г. от британската антарктическа експедиция (1840 – 1843), възглавявана от видния английски полярен изследовател Джеймс Кларк Рос и е наименуван от него в чест на известния английски полярен пътешественик Джон Франклин, който по това време е губернатор на остров Тасмания и е способствал за запасяването на експедицията със свежи продукти на острова преди да продължи към бреговете на Антарктида.